# Kolowrat-Krakowští
Krakovští z Kolovrat (podle rodinou preferovaného pravopisu Krakowští z Kolowrat, případně Kolowrat-Krakowští) jsou jednou z větví rodu Kolovratů a posledními žijícími příslušníky tohoto rodu. Svůj název odvozují od hradu Krakovec. Současnou hlavou rodiny je Maximilian Alexander Kolowrat-Krakowský (* 1996).

## Počátky rodu

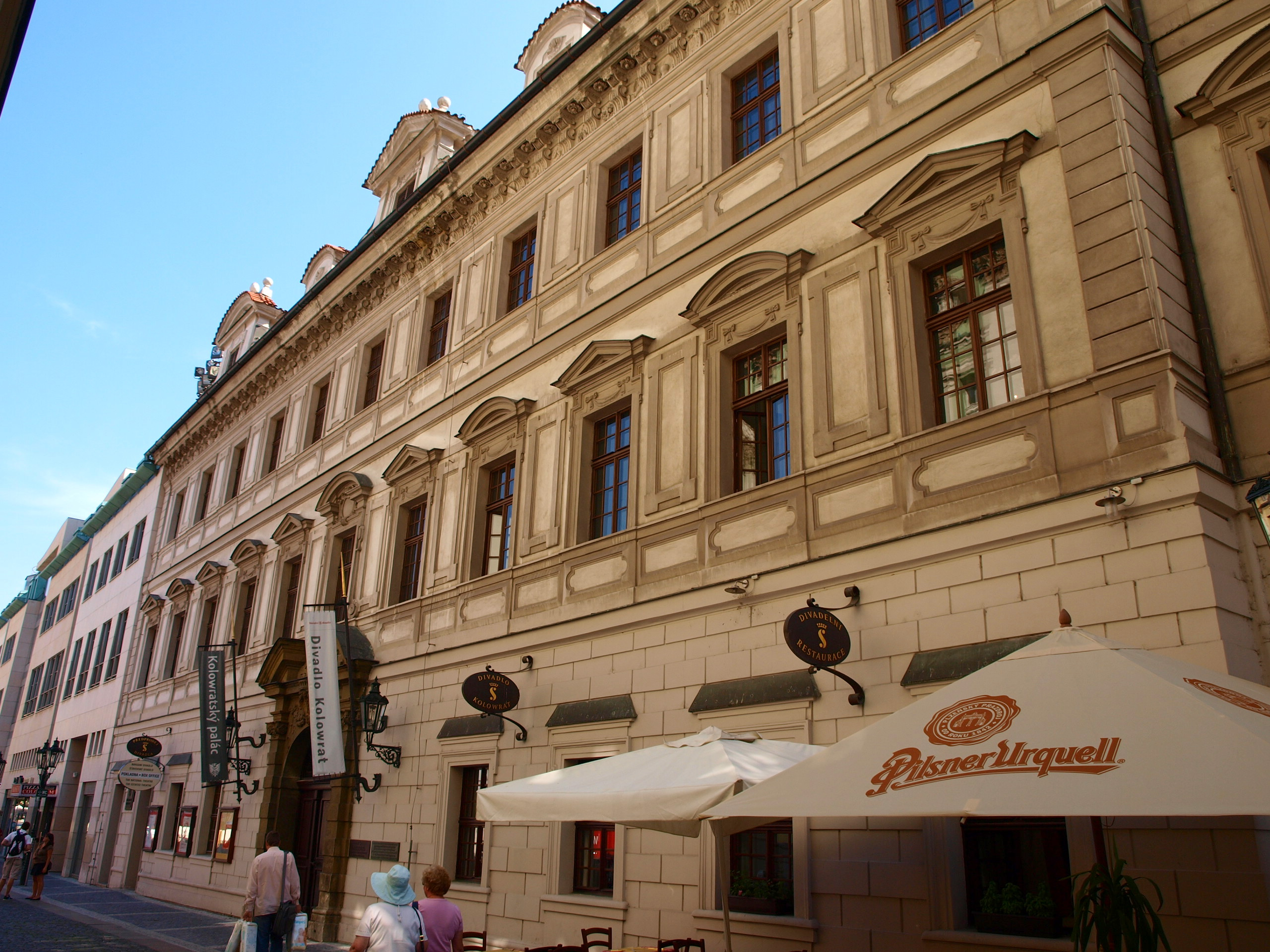
Kolowratský palác, (dnes součást skupiny Kolowratových domů). Rodina Kolovratů jej pronajímá za symbolický poplatek 1 Kč ročně Národnímu divadlu

První písemně doložená zpráva o starobylém rodu Kolowratů pochází již z konce 13. století. Za skutečného zakladatele rodu a prvním historicky doloženým pánem z Kolowrat je však považován až Albrecht z Kolowrat († 1391), jehož předkové pocházeli z vesnice Kolovraty (u Uhříněvsi). Hejtman a maršálek královny Anny Svídnické (manželky Karla IV.), přísedící zemského a dvorního lenního soudu vstoupil do historie v roce 1347, kdy figuroval jako svědek při prodeji Rožmitálu. Se třemi manželkami měl osm dětí, z toho šest synů, kteří položili základy jednoho z nejrozvětvenějších českých šlechtických rodů.

## Rozvětvení páni z Kolowrat
Během 14. a 15. století se rod Kolowratů rozdělil do osmi rodových větví:
- Liebsteinské,
- Kornhauzské,
- Žehrovické,
- Bezdružické,
- Nowohradské,
- Mašťovské,
- Černonické,
- a jediné dosud žijící – Krakowské.

Rod Kolovratů hrál nezanedbatelnou úlohu v historii a politice nejen v Čechách, ale i v celé střední Evropě. Členové rodu zastávali nejrůznější významné funkce. Našli bychom mezi nimi polní maršály, první ministry, nejvyšší kancléře, královské místodržící, guvernéry, ambasadory, arcibiskupy a také podporovatele českého národního obrození. Řada z nich podporovala umění, kulturu, vzdělání, hospodářský a stavební vývoj a podílela se na ekonomicko-sociálním rozvoji státu. Za své zásluhy byli páni z Kolowrat v 17. století povýšeni do říšského a posléze do českého hraběcího stavu.

## Linie Kolowrat-Krakowští
Linie Kolowrat-Krakowští odvozuje svůj název od hradu Krakovec u Rakovníka, který zakoupil v roce 1443 Albrecht z Kolowrat (1422–1470) a založil tak nejpočetnější větev Kolowratů. Vilém Albrecht Kolowrat-Krakowský (1600–1689), nejvyšší kancléř, získal v roce 1671 říšský hraběcí titul a o tři roky později i titul český.
Význačným příslušníkem linie Kolowrat-Krakowských byl bezesporu vzdělaný a schopný politik, kterého si dokonce oblíbila česká a uherská královna Marie Terezie – hrabě Leopold Vilém Kolowrat-Krakowský (1727–1809), který získal Řád zlatého rouna. Leopold Vilém měl se dvěma manželkami 17 dětí a nejmladší z nich – František Xaver I. Kolowrat-Krakowský (1783–1855) je společným předkem všech dnes žijících potomků pánů z Kolowrat.
Další výraznou osobností větve Kolowrat-Krakowské byl Jan Nepomuk Karel, zvaný Hanuš (1794–1872), poslední příslušník březnické větve, vlastenec a filantrop, který podporoval Matici českou a přispěl nejvyšší darovanou částkou do celonárodní sbírky na stavbu Národního divadla. Díky svému vlastenectví, mecenášství a pomoci potřebným se stal předlohou k postavě hraběte Březenského v románu Boženy Němcové Pohorská vesnice.

## Novodobá historie
Koncem 19. století se správy rodového majetku Kolowratů ujal hrabě Leopold Filip Kolowrat-Krakowský (1852–1910), poslanec říšské rady a českého sněmu, držitel řádu železné koruny 2. třídy. Kromě panství na Přimdě a na Klatovsku spravoval také Kolowratský palác a Nový Kolowratský palác v ulici Na příkopě č. 17 v Praze.
Nástupcem hraběte Leopolda Filipa a novým pánem panství Kolowrat-Krakowských se stal nejstarší syn Alexandr Josef Kolowrat-Krakowský (1886–1927), zvaný „Saša“. Proslavil se nejen jako prezident filmové společnosti, který pro film objevil Marlene Dietrichovou, ale také jako úspěšný a uznávaný automobilový závodník. Získal celou řadu automobilových cen a stal se pravou rukou Václava Klementa, majitele automobilky Laurin & Klement. Na jeho počest se dodnes koná každoroční sraz historických vozidel Jízda Saši Kolowrata s okružní jízdou v okolí Přimdy a s návštěvou sousedních měst v Bavorsku.
Když v roce 1927 Alexandr Kolowrat-Krakowský zemřel, správy panství se ujal jeho bratr Jindřich Kolowrat-Krakowský. Ten pak po roce 1948 emigroval do USA, kde dlouhá léta žil, ale po roce 1989 se vrátil do své rodné vlasti. Na základě restitučních zákonů bylo Kolowrat-Krakowským vráceno prakticky celé někdejší panství a Jindřich se společně se svým nejmladším synem Františkem Tomášem ujal jeho správy. Jindřich Kolowrat-Krakowský byl za odbojovou činnost v průběhu druhé světové války prezidentem Edvardem Benešem vyznamenán Válečným křížem a v roce 1991 převzal z rukou prezidenta Václava Havla na Pražském hradě Masarykův řád druhé třídy.
V roce 1996 ve věku 98 let Jindřich Kolowrat-Krakowský zemřel a jeho dědicem a nástupcem se stal František Tomáš Kolowrat-Krakowský, který se spolu s otcem jako jediný vrátil z USA do tehdejšího Československa, aby s péčí řádného hospodáře spravovali rodový majetek. František Tomáš zemřel v roce 2004 a pokračovateli tohoto starobylého českého šlechtického rodu jsou Maximilian Alexander a Francesca Dominika Kolowrat-Krakowští, děti Františka Tomáše Kolowrat-Krakowského.

## Významné osobnosti rodu
- Albrecht starší z Kolowrat († 1391), zakladatel kláštera řádu sv. Augustina v Dolním Ročově
- Albrecht mladší z Kolowrat (uváděn 1369–1416), spoluzakladatel augustiniánského kláštera v Dolním Ročově
- Albrecht I. z Kolowrat (uváděn 1422–1470), přísedící dvorského lenního soudu
- Jindřich Albrecht z Kolowrat a z Krakovce (uváděn 1479–1530), hejtman rakovnického kraje a nejvyšší dvorský lenní soudce v Čechách
- Albrecht II. z Kolowrat (uváděn 1503–1542), hejtman rakovnického kraje
- Jan Krakowský z Kolowrat (uváděn 1530–1555), hejtman rakovnického kraje
- Kryštof Jindřich Krakowský z Kolowrat (uváděn 1549–1596), hejtman rakovnického kraje
- Bohuslav Jiří Krakowský z Kolowrat (1596–1638/41), komoří a císařský rada
- Vilém Albrecht I. hrabě Krakowský z Kolowrat (1600–1688), nejvyšší hofmistr a zemský soudce království českého
- Kryštof Jaroslav Krakowský z Kolowrat (1604–1659), císařský rada, přísedící dvorského lenního a komorního soudu
- Jan František Krakowský z Kolowrat (1649–1723), nejvyšší kancléř království českého, královský komisař, 1. uživatel peněžního fideikomisu
- Albrecht Jindřich Krakowský z Kolowrat (1655–1704), povýšen do českého hraběcího stavu, komoří, skutečný tajný rada, hejtman rakovnického kraje
- Maximilián Norbert Krakowský z Kolowrat (1660–1721), nejvyšší zemský komorník, prezident rady nad apelacemi v Čechách, mecenáš
- Vilém Albrecht II. Krakowský z Kolowrat, svobodný pán z Újezda (1678–1738), nejvyšší kancléř království českého
- Filip Nerius Krakowský z Kolowrat (1686–1773), rytíř Řádu zlatého rouna, nejvyšší purkrabí a zemský sudí, viceprezident české komory
- Kajetán František Krakowský z Kolowrat (1689–1769), polní maršál, vojenský velitel na Moravě, velitel žoldnéřské armády a dělostřelectva
- Emanuel Václav Krakowský z Kolowrat (1700–1769), 51. český velkopřevor řádu Maltézských rytířů (1754–1769), generál, polní podmaršál, majitel pluku dragounů „Kolowrat“
- Prokop Jan Krakowský z Kolowrat (1718–1774), nejvyšší dvorský lenní soudce, nejvyšší zemský soudce
- Leopold Vilém Krakowský z Kolowrat (1727–1809), rytíř Řádu zlatého rouna, nejvyšší česko-rakouský kancléř, státní a konferenční ministr, rytíř Leopoldova řádu, držitel řádu sv. Štěpána
- Jan Nepomuk Karel Josef Krakowský z Kolowrat, svobodný pán z Újezda (1748–1816), komtur řádu Maltézských rytířů, dvorský válečný rada a velící generál v Čechách, polní maršál, držitel vojenských řádů
- Filip František Krakowský z Kolowrat (1756–1836), podkomoří králové v Čechách
- Alois Josef Krakowský z Kolowrat, svobodný pán z Újezda, (1759–1833), 24. arcibiskup pražský
- František Xaver I. Krakowský z Kolowrat (1783–1855), komoří, podplukovník
- Jan Nepomuk Karel (zv. Hanuš) Krakowský z Kolowrat, svobodný pán z Újezda (1794–1872), rytíř řádu Maltézských rytířů, komoří a skutečný tajný rada, rytíř Leopoldova řádu
- František Xaver II. Krakowský z Kolowrat (1803–1873), 58. český velkopřevor řádu Maltézských rytířů, vyslanec u císařského dvora, rytíř Leopoldova řádu
- Leopold Maria Krakowský z Kolowrat (1804–1863), polní podmaršál, velící generál, nositel vojenských řádů
- Leopold Filip Kolowrat-Krakowský (1852–1910), poslanec říšské rady a českého sněmu, rytíř řádu Železné koruny druhé třídy
- Alexander Joseph Kolowrat-Krakowský (1886–1927), filmový producent, automobilový a motocyklový závodník, rytíř řádu Františka Josefa
- Berta Kolowrat-Krakowská (1890–1982), manželka Jeronýma hraběte Colloredo-Mannsfelda
- Bedřich Kolowrat-Krakowský (1893–1920), nadporučík hulánského pluku
- Jindřich Kolowrat-Krakowský (1897–1996), politik, vizionář, národohospodář, obnovitel současného panství, nositel vojenských a čestných řádů
- František Tomáš Kolowrat-Krakowský (1943–2004), pokračovatel správy rodového majetku

## Majetek
- Hrady – Krakovec, Přimda
- Zámky – Březnice, Dešenice, Diana, Chyše, Týnec, Velké Dvorce, Žichovice
- Vesnice – Běšiny, Dešenice, Hradiště u Blovic, Janovice nad Úhlavou, Velké Dvorce, Žichovice
- Paláce – Kolowratský palác, Nový Kolowratský palác, palác Chicago, palác Purkyňova (dnešní Kolowratovy domy)[1]